# ريم خليفة
ريم عبد الرحمن خليفة أو ريم خليفة (من مواليد فبراير/ شباط 1974 في دولة الكويت) هي كاتبة وَصحافية وناشِطة حقوقيّة بحرينية. ساهمت ريم في إطلاق صحيفة الوسط البحرينية قبل أن تنتقلَ للعملِ كمراسلة لوكالة أسوشييتد برس من المنامة. ساهمت ريم خليفة في تأسيس جمعية حماية العمال الوافدين في البحرين، والجمعية البحرينية لمناهضة العنف الأسري.
كانت ريم تكتبُ زاوية رأي يوميّة بصحيفة الوسط البحرينية وأخرى أسبوعيّة في صحيفة الراية القطرية؛ وتكتبُ اليوم عددًا من المقالات التحليليّة والوصفيّة في مجموعةٍ من المواقع الإلكترونية.

## الحياة المُبكّرة والتعليم
وُلدت ريم في دولة الكويت ودرست في مدارسها المحليّة ثم غادرت في وقتٍ لاحق إلى البحرين حيثُ استكملت دراستها هناك قبلَ أن تتجهَ صوب المملكة المتحدة لاستكمالِ تعليمها الجامعي؛ وهناكَ حصلت على شهادة بكالوريوس في العلاقات الدولية والإعلام من جامعة ويبستر الأمريكيّة - فرع لندن عام 1996 ثمّ نالت في السنة المواليّة على ماجستير في العلاقات الدبلوماسية من جامعة ويستمنستر بلندن. بحلول عام 2002؛ حصلت ريم على دبلوم عالي في الصحافة المكتوبة من معهد تومسون فاونداشين في كارديف.

## المسيرة المهنيّة
بدأت ريم خليفة مسيرتها المِهنيّة كصحافية متدربة في دار الصحافة العربية بالعاصمة لندن مع مجلة «المجلة» ومجلة «هي» في أكتوبر/تشرين الأول 1997 حتّى أبريل/نيسان من عام 1998. وفي سبتمبر/أيلول من نفسِ العام؛ أصبحت ريم محررة شئون محليّة بصحيفة الأيام بالبحرين إلى حين فبراير/شباط 2000. مع توالي السنوات؛ صارت ريم خليفة كاتبة صحفيّة ومحررة في صحيفة الوسط ثمّ أصبحت فيما بعد مراسلة رسميّة لوكالة أسوشيتد برس في العاصِمة البحرينيّة المنامة. انتقلت للعملِ كمحررة سياسيّة بصحيفة أخبار الخليج في مارس/آذار من عام 2000 حتّى أبريل/نيسان 2002. بالموازاةِ مع ذلك؛ شغلت ريم منصب مراسلة مونت كارلو في المنامة قبل أن تُغادرها في مُنتصف عام 2003.
شاركت ريم خليفة في تأسيس القسم الدولي في صحيفة الوسط أثناءَ تأسيسها في العام 2002، ومن ثمّ تخصصت في التغطيات الدبلوماسية والتحقيقات والحوارات النوعية مع كبار الشخصيات العربية والدولية. كما شاركت في تغطيات محلية وعربية ودولية مثل القمة العربية وقمم مجلس التعاون الخليجي وغيرها من القِمم التي كانت تُعقد في تلك الفترة. غطّت ريم أيضًا ثورات الربيع العربي عام 2011 كما قامت بتغطيّة حصريّة للاحتجاجات البحرينيّة في شباط/فبراير من ذاك العام. اشتهرت ريم خليفة بمداخلتها في مؤتمر صحفي حضرهُ وزراء خارجية مجلس التعاون الخليجي بعد مقتل محتجين في دوار اللؤلؤة بالمنامة بعد اقتحامه في 17 شباط/فبراير 2011 عندما وصفت ما حدث بالمجزرة بصفتها شاهد عيان ونقلت ذلك وسائل الإعلام الدولية. هذهِ التغطيّة سبّبت لها بعض المشاكل معَ النظام الحاكم في البحرين حيثُ رُفعت ضدها قضيّة بتهم القدح والذم في حينِ ترى ريم أنّ تلكَ التهمة كانت «جزءاً من حملة ممنهجة تقودها الحكومة لملاحقة الصحافة المستقلة والشخصيات العامة التي قامت بتغطية الأحداث في البحرين».